# Campionati mondiali juniores di bob 2009
I Campionati mondiali juniores di bob 2009, ventitreesima edizione della manifestazione organizzata dalla Federazione Internazionale di Bob e Skeleton, si sono disputati il 17 e il 18 gennaio 2009 a Schönau am Königssee, in Germania, sulla pista omonima, il tracciato sul quale si svolsero le rassegne iridate juniores del 2003 (per le sole specialità maschili). La località dell'Alta Baviera sita al confine con l'Austria ha quindi ospitato le competizioni mondiali di categoria per la seconda volta nel bob a due uomini e nel bob a quattro e per la prima nel bob a due donne.

## Risultati

### Bob a due uomini
La gara si è disputata il 17 gennaio 2009 nell'arco di due manches ed hanno preso parte alla competizione 21 compagini in rappresentanza di 12 differenti nazioni.
| Pos. | Atleti                             | Nazione  | Tempo   | Distacco |
| ---- | ---------------------------------- | -------- | ------- | -------- |
|      | Dmitrij Abramovič Sergej Prudnikov | Russia   | 1:39.67 |          |
|      | Manuel Machata Richard Adjei       | Germania | 1:40.05 | +0.38    |
|      | Benjamin Schmid Florian Becke      | Germania | 1:40.25 | +0.58    |
| 4    | Gregor Baumann Dominik Weber       | Svizzera | 1:40.39 | +0.72    |
| 5    | Oliver Harraß Gino Gerhardi        | Germania | 1:40.49 | +0.82    |
| ...  | ...                                | ...      | ...     | ...      |

### Bob a due donne
La gara si è disputata il 18 gennaio 2009 nell'arco di due manches ed hanno preso parte alla competizione 13 compagini in rappresentanza di 9 differenti nazioni.
| Pos. | Atleti                                 | Nazione  | Tempo   | Distacco |
| ---- | -------------------------------------- | -------- | ------- | -------- |
|      | Sabina Hafner Hanne Schenk             | Svizzera | 1:43.01 |          |
|      | Stefanie Szczurek Christin Senkel      | Germania | 1:43.91 | +0.90    |
|      | Ol'ga Fëdorova Ljudmila Udobkina       | Russia   | 1:44.07 | +1.06    |
| 4    | Carolin Zenker Franziska Bertels       | Germania | 1:44.32 | +1.31    |
| 5    | Christiane Wildgruber Patricia Polifka | Germania | 1:44.92 | +1.91    |
| ...  | ...                                    | ...      | ...     | ...      |

### Bob a quattro
La gara si è disputata il 18 gennaio 2009 nell'arco di due manches ed hanno preso parte alla competizione 14 compagini in rappresentanza di 9 differenti nazioni.
| Pos. | Atleti                                                          | Nazione  | Tempo   | Distacco |
| ---- | --------------------------------------------------------------- | -------- | ------- | -------- |
|      | Dmitrij Abramovič Pëtr Moiseev Andrej Jurkov Sergej Prudnikov   | Russia   | 1:37.99 |          |
|      | Manuel Machata Richard Adjei Michail Makarow Florian Becke      | Germania | 1:38.15 | +0.16    |
|      | Oliver Harraß Gino Gerhardi Robert Göthner Jan Speer            | Germania | 1:38.74 | +0.75    |
| 4    | Benjamin Schmid Florian Pawlik Matthias Kagerhuber René Tiefert | Germania | 1:38.85 | +0.86    |
| 5    | Mihails Arhipovs Pāvels Tulubjevs Uģis Žaļims Jānis Strenga     | Lettonia | 1:38.98 | +0.99    |
| ...  | ...                                                             | ...      | ...     | ...      |

## Medagliere
| Posizione | Nazione  | Oro | Argento | Bronzo | Totale |
| --------- | -------- | --- | ------- | ------ | ------ |
| 1         | Russia   | 2   | 0       | 1      | 3      |
| 2         | Svizzera | 1   | 0       | 0      | 1      |
| 3         | Germania | 0   | 3       | 2      | 5      |
| Totale    | Totale   | 3   | 3       | 3      | 9      |